# Mészáros Ferenc (természetgyógyász)
Mészáros Ferenc (Pered, 1897. december 1. – 1972. május 19.) termelőszövetkezeti gépész, híres természetgyógyász, a „pitvarosi orvos”. A második világháború után felvidéki otthonából Magyarországra telepítették, ahol a szocializmus évtizedeiben ezreket gyógyított meg, miközben állandó rendőri-hatósági zaklatásnak és uszító sajtókampányoknak volt kitéve engedély nélküli orvoslás, kuruzslás miatt.

## Élete
Édesapja Mészáros Antal, édesanyja Kőrössy Judit volt. Nagyanyja és nagybátyja, Mészáros Henrik is foglalkoztak népi gyógyítással és gyógynövények termesztésével. Hat elemit végzett és ipariskolát. 
Harcolt a szovjet fronton, majd eljutott Németországba, Amerikába és Olaszországba. Több nyelven beszélt, így olaszul, csehül, szlovákul és németül, sőt spanyolból gyógyfüveskönyvet fordított, melyet az orvos-természetgyógyász Oláh Andor rendelkezésére bocsátott.
1945-ben magyar származása miatt kitelepítették Csehszlovákiából, ekkor érkezett „telepesként” a Pitvaros melletti apró Csanádalbertire, amelynek még saját vasútállomása sem volt. A hozzáérkezők csak Pitvarosig tudtak utazni, népszerű nevét innen nyerte. Vagyona négy kataszteri földből és egy parasztházból állt. Feleségével három gyermeket neveltek. Egyik fiuk, Mészáros Endre orvosnak tanult, klinikai ideggyógyász lett. Ő – bár gyermekkorában a sok vádaskodás és vizsgálat miatt nem kedvelte az orvosokat – végül is nem fogadta el fenntartások nélkül apja ténykedését.
Feleségével aktív tagjai voltak a helyi katolikus közösségnek. Előbb kántor, majd az egyházközség gondnoka lett. Feleségét 1969-ben becsületsértés miatt 1000 Ft pénzbüntetésre ítélték, mivel megzavarva a csanádalberti templomban tartott nagymisét, megengedhetetlenül beszélt a plébánosról. Védekezésül az asszony azt hozta fel, hogy bár kérték az egyházi hatóságtól a plébános megfegyelmezését, de az ügyben nem történt semmi. Azt kifogásolta, hogy a papot gyakran lehetett látni a kertjében fürdőnadrágban dolgozni, illetve teli demizsonnal utazni az autóbuszon, továbbá, hogy gyónási időben nem tartózkodott a templomban, hanem hobbijának élve a sertéseket fotózta a téesz istállójában.
Halálhírét egyedül az Új Ember közölte, a lap „rendkívüli talentummal megáldott kovács-lakatosnak” nevezte. Búcsúztatását május 22-én tartották. Hét pap temette, és több falu népe kísérte utolsó útján. A katolikus mellett a református lelkész is gyászbeszédet mondott a más vallású hívek nevében.
Halála előtt nem sokkal VI. Pál pápa apostoli áldásban részesítette.

## Munkássága
Ha valaki egyet kihúz a Dunából, azt meg kell dicsérni?… Aki százat kihúz, rendőrség, ügyészség, tárgyalás, rendőrség, ügyészség, minisztérium, orvosszakszervezet!… Hát köll ez nekem?
Trianon után Csehszlovákiában, illetve utazásai során is gyógyított. Tudományának új lakóhelyén, Magyarországon is gyorsan híre kelt, leginkább Szeged, Békéscsaba, Gyula, Mezőhegyes, Mezőkovácsháza, Dévaványa és a köztes falvak betegei keresték. Naponta 80-100 beteget látott el, ezért felmerült, hogy különvonatot vagy autóbuszjáratot kellene indítani Pitvarosra és Csanádalbertire. Gyakran hajnali háromkor kelt és tizenegy órakor feküdt, ami családi életét megnehezítette. A kényszerű és kellemetlen sorban állások miatt is sok volt a konfliktus a faluban, így amikor erősödtek ellene a hatósági zaklatások, előfordult, hogy a földjére szökött a betegek elől.
Módszerei a kiropraktika, a fitoterápia és a körömdiagnosztika voltak. Orvoskritikusai, így Farkas Károly professzor vagy az Orvosi Hetilap szerkesztői ezeket az eljárásokat szemfényvesztésnek, csalásnak, kuruzslásnak, babonának nevezték. Érdekes módon ugyanakkor maguk sem vették észre Mészáros többször is hangoztatott állítását, miszerint a betegek jó része „képzelt beteg”, akik leginkább törődést, odafigyelést igényelnek, s akiknél a panaszok kézrátétellel, ártalmatlan teafőzetekkel vagy jó szóval is megszüntethetők. Mindazonáltal valódi gyógyító tevékenységet is végzett, amit a gyógyulást remélők ezrei vagy a kutatóorvosként is működő Oláh Andor igazolt.
1949-ben, 1954-ben, 1958-ban és 1968-ban voltak jelentős bírósági, illetve sajtóügyei, melyekben súlyos megbüntetését követelték. 1968-ban rádióriport készült vele, amely után országos vihar kerekedett. A Mészáros Ferenc-ügy során a mellette kiálló Oláh Andor és a rádióriporterek, Rick Nóra és Gácsi Sándor példás megbüntetését követelték orvosok, orvosi és újságírói szervezetek, pl. a Magyar Újságírók Országos Szövetsége (MÚOSZ).
A kuruzslás vádja ellen az Alkotmány „9. pont második bekezdésébe” foglalt rendelkezéssel igyekezett védekezni, amit úgy idézett, hogy „minden embernek joga és becsületbeli kötelessége a legjobb tudása szerint dolgozni”.